# Майхровская, Жанна Силовна
Жанна Силовна Майхровская (укр. Жанна Силівна Майхровська; 2 января 1946 года, Кировоград, Украинская ССР — 18 февраля 2013 года, Кировоград, Украина) — украинская мастерица шитья. Член Национального союза мастеров народного искусства Украины.

## Биография
В 1962—1970 гг. — солистка заслуженного танцевального ансамбля «Ятрань». В 1968 году окончила Киевский торгово-экономический институт. В 1971—1990 гг. — работала экономистом в Ереване. С 1990 — директор фирмы «Простир». В 1994 году основала предприятие «Золотое шитье», став её директором.
С 1999 года постоянная участница областных, всеукраинских и зарубежных художественных выставок, в том числе и персональных. Возобновила технологию древнего шитья канителью.
Вышивала преимущественно иконы, митры, хоругви. Использовала золотую, серебряную и цветную канители, бархат и парчу; произведения инкрустировала гранатами, аметистами, жемчугом, бирюзой, нефритами, цирконием.

## Произведения
- митры (1999—2008);
- иконы: «Богородица Виленская» (1999), «Богородица Владимирская» (2002), «Неопалимая купина», «Богородица Казанская» (обе — 2004), «Святой князь Владимир» (2008), «Богородица Остробрамская» (2010); «Хачкар (крест-камень)» (2012)[1].

## Память
В 2013 году был создан музей, который получил её имя.

## Награды
- Орден княгини Ольги 3-й степени (2001)[2];
- Орден княгини Ольги 2-й степени (2011)[3].